# Onychognathus salvadorii
Onychognathus salvadorii là một loài chim trong họ Sturnidae.